# Myrsine pearcei
Espèce
Synonymes
- Rapanea pearcei Mez[2]

Statut de conservation UICN

 VU B1+2c : Vulnérable
Myrsine pearcei est une espèce de plantes à fleurs de la famille des Primulaceae.

## Publication originale
- Caldasia 17(1): 3. 1992.